# Wu Jingzi
Wu Jingzi (ur. 1701 w Quanjiao w prow Anhui, zm. 12 grudnia 1754 w Yangzhou) – chiński pisarz epoki Qing.
Pochodził z należącego do elity urzędniczej bogatego rodu. Porzucił jednak rodzinną tradycję, uzyskał jedynie najniższy stopień na egzaminach urzędniczych i w wieku 32 lat, po kłótni z rodziną i utracie majątku, wyjechał do Nankinu. Utrzymywał się z dorywczych prac literackich, wiodąc żywot hulaki.
Pozostawił po sobie zbiór wierszy oraz powieść Rulin waishi (儒林外史). Dzieło to, rozpoczęte około 1740 roku i pisane przez około dziesięć lat, zawiera zbiór luźno powiązanych ze sobą satyrycznych historyjek, w których w karykaturalny sposób przedstawione zostało środowisko ówczesnych elit.